# 第401铁轨装甲旅
第401鐵軌裝甲旅（希伯來語：‎）是以色列國防軍的現役裝甲部隊，隸屬第162師及南方司令部。該旅成立於1966年，最初由第46和第195裝甲營以及第52和第34步兵營組成，後於1985年改為全裝甲營。

## 部隊編制
- 第401鐵軌裝甲旅
  -  第9裝甲營 (梅卡瓦 Mk.4M)
  -  第45裝甲營 (梅卡瓦 Mk.4M)
  -  第52裝甲營 (梅卡瓦 Mk.4M)
  -  第601裝甲工兵營
  - 運輸營
  - 第298通訊連